# 泉屋政昭
泉屋 政昭（いずみや まさあき、1945年 - ）は、日本のクリエイティブディレクター、アートディレクター、石川県金沢市出身。

## 人物
- 1967年-金沢美術工芸大学商業デザイン科卒業。
- 1967年-ナショナル宣伝研究所入社。
- 1972年-株式会社博報堂入社。
- 1997年-株式会社博報堂退社。
- 1997年-有限会社ティントーイ設立。

## 主な受賞
1974，78，82，83年ADC賞 、ACC賞、ACCスポット大賞。
TDC金賞、銀賞。クリオ賞。ABA賞。NYイラストレーターズクラブ金賞。

パリ国際屋外広告グランプリ。NY ADC賞金賞、銀賞。朝日広告大賞、準朝日広告賞、同特別賞。

毎日広告大賞。日経広告賞。読売広告大賞。フジサンケイ広告大賞。日本雑誌広告金賞。JRポスターグランプリ賞。

産業広告大賞。日本工業広告大賞。カンヌＣＭフェスティバル銅賞。広告電通賞 。世界トリエンナーレトヤマ銀賞 他多数。

## 主な仕事
松下電器、ビクター、シチズン、スズキ、SONY、サントリー、日本石油、石油連 盟、資生堂、コマツ、

リクルート、ザ・チョイス展、AIWA、京セラ、三菱重工、TOKYO CITY KEIBA、NISSAN、野村證券、

PARCO、スバル、HONDA、エステー、ハウス、オリンパス、第一生命、WOWOW、レミーマルタン、

MAZDA、LAOX、住友林業、MISAWA、リキテックス、東芝、松竹 他

## 博報堂泉屋グループ
1987年から1995年まで、泉屋をグループリーダーとして存在した博報堂制作室のグループ。自由と独自性、発想力を重視、博報堂のなかでも独特なクリエイティブを生み出すユニークなチームとして注目され、受賞歴も多く、その後メンバーの多くが博報堂を代表するクリエイターとして巣立った。

主な出身参加メンバーは
- 植村潤吉（TOKYO CITY KEIBA、INAX、七十七銀行）
- 五十嵐一也（京セラ、日産、）
- 村上浩平（東北電力）
- 柏木功(京セラ)
- 大隅剛（七十七銀行）
- 碇井有一（TOKYO CITY KEIBA）
- 笠井修二・83年入社（バドワイザー、リクルートフロムA、NISSANフェアレディ、毎日広告賞最高賞）
- 河野俊哉・83年入社（第一生命、TOKYO CITY KEIBA、三菱重工、花王ASIENCE）、
- 佐々木洋一・84年入社（アサヒビール）
- 米村浩・85年入社（PARCO、TOKYO CITY KEIBA、サッポロ黒ラベル、ナイキ、KUMON）
- 塚田雅人・86年入社（サントリー モルツ、日産MURANO、SONYプレイステーション）、
- 福井晋・87年入社（リクルート、LADY KONG、サントリー、ZETT）
- 才田智司・88年入社（リクルート、TOKYO CITY KEIBA、沖電気工業、三幸製菓）
- 千葉宴・89年入社(TOKYO CITY KEIBA、’90朝日広告賞グランプリ)
- 栗山康介・90年入社(TOKYO CITY KEIBA、第一生命)
- 武内寛雄（サントリー、TOKYO CITY KEIBA、CANON、KDDI、民主党）
- 石井寛・ 91年入社（PARCO、PANASONIC、サッポロビール）
- 三好朋子・(TBCナオミ篇、七十七銀行、第一生命)
- 古田彰一・（カロリーメイト、アサヒスーパードライ、ULOS、アリナミンA）、
- 小西利行・93年入社 （サントリー伊右衛門、モルツ、PlayStation、 イオンレイクタウン、ソニーMake.believe）、
- 金子敦・94年入社（NISSANマーチ、セレナ、イオン、サントリープレミアムモルツ）
- 佐藤益大・（カゴメ、CCJC、ジョナサン・バーンブルックへ師事）
- 三宅達也・95年入社（TOYOTA IST）
- 高岡繁之・95年入社（FUSION）
- 小霜和也・86年入社／安藤グループ所属。プロジェクト参加（TOKYO CITY KEIBA、LADY KONG、SONYプレイステーション、キリン一番搾り）

※()内は各人の主なクライアント